# Bolzenlochausführung
Die Bolzenlochausführung ist ein Begriff aus dem Maschinenbau.
Hierunter versteht man die spezielle Form von Löchern, durch die hierzu passende Schrauben („Bolzen“) gesteckt werden. Die Schraube und das speziell geformte Loch erlauben eine genaue Positionierung der zu verbindenden Teile zueinander. In diesem Artikel wird beispielhaft die Verwendung im Fahrzeugbau beschrieben. 

## Verwendung im Fahrzeugbau
Zur Befestigung der Räder an einem Kraftfahrzeug werden unterschiedliche Bolzenlochausführungen verwendet. 